# Džizzacký vilájet
Džizzacký vilájet je jeden z vilájetů (regionů) Uzbekistánu. Leží ve východní části země, přičemž na západě sousedí se Samarkandským vilájetem, na severozápadě s Navojským vilájetem, na východě se Syrdarjinským vilájetem, na severu s Kazachstánem a na jihu a jihovýchodě s Tádžikistánem. V roce 2024 zde žilo asi 1 443 000 obyvatel, z nichž asi 53 % žilo na venkově. Jeho hlavním městem je Džizak. Region vznikl v roce 1973 oddělením od Syrdarjinského vilájetu.
Dominantním zdrojem obživy pro místní obyvatele je zemědělství, když se zde pěstují zejména bavlna a pšenice (zemědělství je nicméně do značné míry závislé na zavlažování). Nachází se zde také různé suroviny jako zinek, železo, vápenec nebo olovo. Společně s Čínou usiloval k roku 2013 Uzbekistán o vytvoření společné speciální ekonomické zóny v regionu. V regionu se rozkládá mj. Turkestánský hřbet, ve kterém leží Národní park Zaamin. Region se dále dělí na 12 okresů a leží zde celkem šest měst.